# The Beatmasters
The Beatmasters est un groupe de musique électronique anglais qui connaît le succès au Royaume-Uni à la fin des années 1980 avec quatre singles classés dans le Top 20. Il produit et remixe également des disques pour de nombreux autres artistes. Le single Rok da House, enregistré en 1986, est l'un des premiers exemples de hip house et très probablement la première chanson du genre. La hip house est un sous-genre de la house music qui présente des voix rap interprétées sur un rythme house.
Leur succès initial amène des comparaisons avec les producteurs de disques pop Stock Aitken Waterman, mais les Beatmasters citent plutôt les producteurs rivaux Coldcut comme leur principal concurrent.

## Carrière
Manda Glanfield et Paul Carter (tous deux des habitués de la scène des clubs londoniens) travaillent dans l'industrie du jingle publicitaire télévisé où ils font la connaissance du troisième membre du groupe, Richard Walmsley. Signant sur Rhythm King, un label alors en plein essor, ils rejoignent Bomb the Bass et S'Express en apparaissant régulièrement dans le top 40 du UK Singles Chart en 1988 et 1989.
Le groupe place 7 singles dans les charts britanniques, dont le hit no 14 Burn It Up, qui met en vedette la chanteuse P.P. Arnold, et Rok da House avec le Cookie Crew, qui est plus grand succès, culminant au no 5 début 1988. En France, Rok da House est choisie comme générique de l'émission Ciel, mon mardi ! présentée par Christophe Dechavanne sur TF1. D'autre singles notables sont Who's in the House (featuring Merlin) et Hey DJ - I Can't Dance to that Music You're Playing / Ska Train, qui  présente la rappeuse/chanteuse Betty Boo au grand public et donne au groupe un succès no 7 dans les charts en 1989.
Le groupe sort deux albums sous le nom de Beatmasters : Anywayawanna (1989) et Life & Soul (1992). Ces albums sont ensuite rassemblés sur BMG Records sous le titre Anywayawanna - The Best of the Beatmasters (2004).
Carter et Glanfield ont ensuite une carrière d'écriture, de remixage et de production. Leur premier succès en tant que duo survient en 1991 avec une relecture du single de The Shamen, Move Any Mountain/Progen91, classé no 4. En 1992, leur travail de production commence sur l'album des Shamen Boss Drum, qui comprend les singles LSI (Love Sex Intelligence), Phorever People et le controversé Ebeneezer Goode - ce dernier passant un mois en tête du UK Singles Chart
Par la suite, ils écrivent, produisent et remixent pour de nombreux autres artistes, dont Marc Almond, Pet Shop Boys, Blur, Roachford, Betty Boo, Naomi Campbell, Moby, Aswad, Eternal, Tina Turner, David Bowie, Depeche Mode, Scooch et Girls Aloud. Toujours en activité, les Beatmasters continuent de produire de la musique dance, pop et rock.

## Membres
- Manda Glanfield (née le 27 janvier 1961) - compositrice / productrice
- Paul Carter (né le 27 mai 1961) - auteur-compositeur / producteur
- Richard Walmsley (né le 28 septembre 1962) - auteur-compositeur / producteur[7]
- Pete Brazier (né le 8 avril 1971) - auteur-compositeur / producteur (2022-présent)[8]

## Discographie

### Albums
- Anywayawanna (1989) - no 30 au Royaume-Uni, no 100 en Australie
- Life & Soul (1991)
- Anywayawanna – The Best of the Beatmasters (compilation, 2004)[4]

### Singles
| Année                                                               | Single                                                                                 | Position | Position | Position | Position  | Position | Position | Position | Position | Album        |
| Année                                                               | Single                                                                                 | UK       | IRL      | NED      | BEL (FLA) | FRA      | GER      | AUS ,    | NZ       | Album        |
| ------------------------------------------------------------------- | -------------------------------------------------------------------------------------- | -------- | -------- | -------- | --------- | -------- | -------- | -------- | -------- | ------------ |
| 1987                                                                | Rok da House (featuring The Cookie Crew)                                               | 5        | 17       | 15       | 32        | 35       | —        | 37       | 7        | Anywayawanna |
| 1988                                                                | Burn It Up (featuring P. P. Arnold)                                                    | 14       | 15       | 54       | —         | —        | —        | 165      | 24       | Anywayawanna |
| 1989                                                                | Who's in the House (featuring MC Merlin)                                               | 8        | 15       | 45       | 40        | —        | —        | 137      | —        | Anywayawanna |
| 1989                                                                | Hey DJ!/I Can't Dance (To That Music You're Playing) (featuring Betty Boo) / Ska Train | 7        | 17       | 14       | 35        | —        | 93       | 88       | 10       | Anywayawanna |
| 1989                                                                | Warm Love" (featuring Claudia Fontaine)                                                | 51       | 24       | 79       | —         | —        | —        | 117      | —        | Anywayawanna |
| 1991                                                                | Dunno What It Is About You (featuring Elaine Vassell)                                  | 43       | —        | —        | —         | —        | —        | —        | —        | Life & Soul  |
| 1991                                                                | Boulevard of Broken Dreams (featuring JC-001)                                          | 62       | —        | —        | —         | —        | —        | 93       | —        | Life & Soul  |
| 2022                                                                | Good Old Daze                                                                          | —        | —        | —        | —         | —        | —        | —        | —        |              |
| "—" désigne les versions non classées ou non publiées dans ce pays. |                                                                                        |          |          |          |           |          |          |          |          |              |

### Productions notables
- 1987 :
  - Cookie Crew - Females
  - MC Merlin - Born Free
- 1988 : Hotline - Stay Away
- 1989 : Yazz - Stand Up for Your Love Rights
- 1990 : Betty Boo - Doin the Do
- 1993 : Kerry Shaw - Could This Be Love?
- 1994 :
  - Aswad - Shine
  - Aswad - Warriors
- 1995 :
  - Pato Banton - Bubblin Hot
  - Bond - Space
- 2002 :
  - Bond - Kashmir
  - Bond - Gypsy Rhapsody
- 2003 :
  - Girls Aloud - Boogie Down Love
  - Girls Aloud - Love Bomb
  - Girls Aloud - Marrs Attack
  - Girls Aloud - Grease
- 2006 : WigWam (Alex James et Betty Boo) - WigWam
- 2008 :
  - Helicopter Girl - Blink
  - Helicopter Girl - Metropolitan
- 2009 : The Beatmasters - Hey DJ 2009

### Remixes
- 1987 :
  - Depeche Mode - Behind the Wheel
  - Depeche Mode - Route 66
- 1988 : Viola Wills - These Things Happen
- 1991 : The Shamen - Move Any Mountain/Progen
- 1992 :
  - The Shamen - L.S.I.
  - The Shamen - Phorever People
  - The Shamen - Ebeneezer Goode
  - The Shamen - Boss Drum
  - The Shamen - Comin On Strong
- 1993 :
  - Eskimos and Egypt - Fall from Grace
  - Tina Turner - Disco Inferno
  - Moby - Everytime You Touch Me
  - Pet Shop Boys - I Wouldn't Normally Do This Kind of Thing
- 1994 :
  - Marc Almond - Adored and Explored
  - Aswad - Jungle Warrior
  - Erasure - I Love Saturday
  - Erasure - Run to the Sun
  - Rozalla - This Time I Found Love
- 1995 :
  - David Bowie - Lucy Can't Dance
  - The Shamen - Destination Eschaton
  - The Shamen - Transamazonia
  - The Shamen - MK2A
  - Moby - Into the Blue
  - Aswad - Shine
  - Blur - Boys and Girls
  - Roachford - Down
  - Jimmy Somerville – Hurt So Good
  - Naomi Campbell - I Want to Live
  - Charles & Eddie - Jealousy
- 1996 : Fine Young Cannibals – The Flame
- 1999 : Eternal – What'Cha Gonna Do
- 2000 :
  - Damage - Still Be Lovin' You
  - Damage - So What If I
  - Elizabeth Troy - Sugar Baby
  - Elizabeth Troy - Minus 10 Degrees
  - Elizabeth Troy - I Got U
- 2005 : LMC - Lover